# سیارک ۱۴۲۲۵
سیارک ۱۴۲۲۵ (به انگلیسی: 14225 Alisahamilton، نامگذاری:1999XZ49) چهارده هزار و دویست و بیست و پنجمین سیارک کشف شده‌است که در ۷ دسامبر ۱۹۹۹ کشف شد.
قدر مطلق سیارک برابر ۱۳.۵ است.